# Regiony ve Spojených státech amerických

Regiony Spojených států podle Amerického statistického úřadu

Spojené státy americké se dělí na několik oblastí, na regiony. Existují oficiální i neoficiální rozdělení.

## Americký úřad pro sčítání
Jedno z oficiálních rozdělení (a nejčastěji používané) je dělení podle Amerického statistického úřadu (United States Census Bureau).
- Region 1 – Severovýchod Spojených států
  - Divize 1 – Nová Anglie (Connecticut, Maine, Massachusetts, New Hampshire, Rhode Island a Vermont)
  - Divize 2 – Středoatlantská oblast (New Jersey, New York a Pensylvánie)
- Region 2 – Středozápad Spojených států
  - Divize 3 – Východní severní státy (Illinois, Indiana, Michigan, Ohio a Wisconsin)
  - Divize 4 – Západní severní státy (Iowa, Jižní Dakota, Kansas, Minnesota, Missouri, Nebraska a Severní Dakota)
- Region 3 – Jih Spojených států
  - Divize 5 – Jihoatlantská oblast (Delaware, Florida, Georgie, Jižní Karolína, Maryland, Severní Karolína, Virginie, Washington, D.C. a Západní Virginie)
  - Divize 6 – Východní jižní státy (Alabama, Kentucky, Mississippi a Tennessee)
  - Divize 7 – Západní jižní státy (Arkansas, Louisiana, Oklahoma a Texas)
- Region 4 – Západ Spojených států
  - Divize 8 – Horské státy (Arizona, Colorado, Idaho, Montana, Nevada, Nové Mexiko, Utah a Wyoming)
  - Divize 9 – Pacifické státy (Aljaška, Havaj, Kalifornie, Oregon a Washington)